# Adamantio

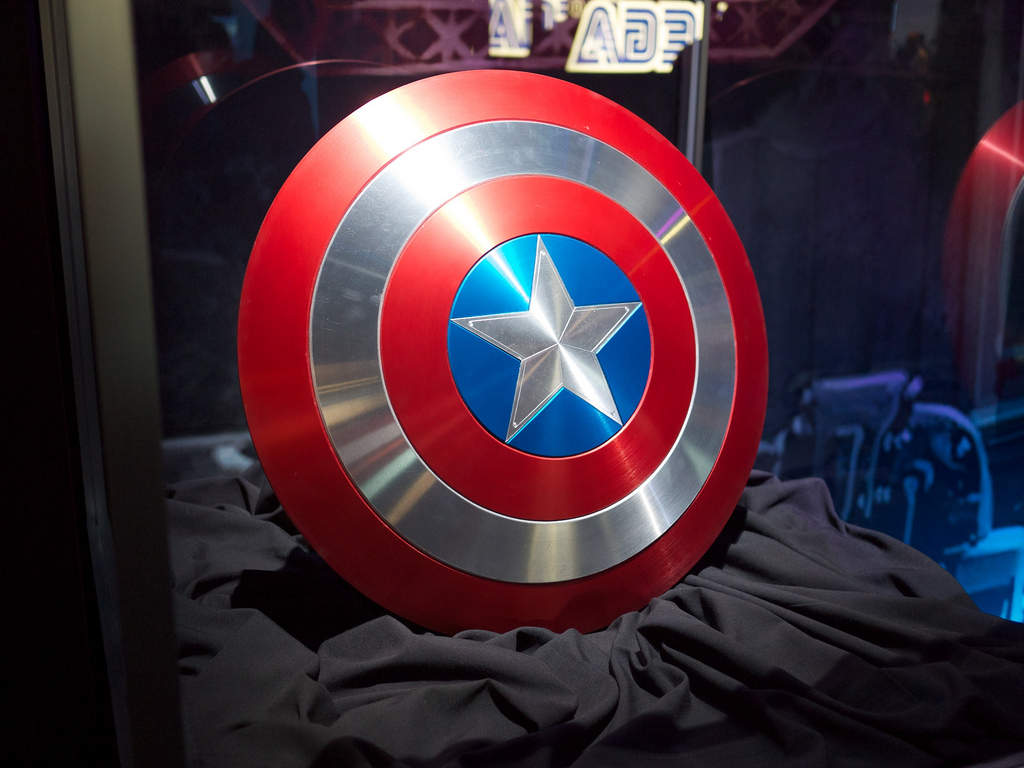
Scudo di Capitan America

L'adamantio è una lega metallica immaginaria virtualmente indistruttibile presente nei fumetti della Marvel Comics.

## Storia
Questo materiale, la cui formula è segretamente custodita dagli Stati Uniti, è stato creato dal metallurgista Myron MacLain, che iniziò a lavorarci quando era un giovane scienziato alle dipendenze del governo nei primi anni Quaranta: il suo compito, nello specifico, era quello di creare un super-metallo per costruire dei carri armati indistruttibili. MacLain lavorò per mesi, sperimentando diverse leghe del ferro, e uno dei suoi esperimenti coinvolse anche il rarissimo metallo meteoritico chiamato vibranio (anch'esso immaginario), che cercò di fondere con l'acciaio provando diverse combinazioni.
Una notte MacLain si addormentò durante uno dei suoi esperimenti e al suo risveglio scoprì che la fusione, che aveva tentato per ultima, funzionava grazie all'intervento di un qualche fattore sconosciuto; lo scienziato mise quindi il metallo fuso in uno stampo a forma di disco e, una volta solidificato, esso divenne l'oggetto più resistente mai creato sulla Terra. MacLain consegnò il disco al governo, che lo diede a Capitan America perché lo usasse come scudo.
Nessuno, nemmeno lo stesso MacLain, è mai stato in grado di scoprire quale fosse il fattore ignoto entrato nel processo o è riuscito a fondere il vibranio con un altro metallo. La lega in adamantio-vibranio (anche se la parte in adamantio fu identificata come tale solo molto tempo dopo) di cui è composto lo scudo assomiglia all'adamantio primario, anche se l'adamantio non contiene vibranio. Lo scudo è del tutto indistruttibile ed è in grado di assorbire e riflettere i colpi ricevuti, proprietà che l'adamantio non possiede.
Nei decenni successivi MacLain cercò di duplicare il processo che aveva creato lo scudo e in anni recenti riuscì a sviluppare di nuovo il processo con cui si crea l'adamantio.

## Caratteristiche dell'adamantio
L'adamantio è quasi completamente indistruttibile, ma le stesse metodologie utilizzate per modellarlo sono in grado di distruggerlo: il modificatore molecolare, indispensabile per usare questo materiale dando forma a oggetti di uso pratico, può infatti anche distruggerlo. Una lega ancora più forte, chiamata Dargonite, può danneggiarlo mentre le onde anti-metalliche prodotte dal vibranio antartico possono addirittura liquefare l'adamantio. Anche personaggi dalla forza straordinaria come Hulk hanno dimostrato di essere in grado di danneggiarlo mentre sembra quasi impossibile fonderlo: la Torcia Umana, infatti, utilizzando la fiamma nova quasi al massimo della potenza non è riuscita a fondere la corazza in adamantio di Ultron.

## Tipi di adamantio

### Adamantio primario
L'adamantio primario si ottiene mescolando particolari resine chimiche definite come tre composti del ferro affini tra loro; la composizione esatta di queste resine è uno dei segreti meglio custoditi dagli Stati Uniti, anche se si dice che sia stata rivelata ad alcuni loro alleati. Dopo aver unito i componenti a circa 1500 gradi Fahrenheit la lega può essere manipolata per circa otto minuti; trascorso questo tempo la struttura molecolare si consolida e da quel momento non è più possibile fonderlo o renderlo malleabile, anche portandolo ad alta temperatura. Solo una precisa modifica a livello molecolare può alterare la lega. Il processo è molto costoso, di conseguenza l'adamantio primario è molto raro.
L'adamantio primario è resistente quanto lo scudo di Capitan America e nella vita di tutti i giorni è a tutti gli effetti indistruttibile. Una massa sufficiente di adamantio può resistere all'impatto di una bomba atomica senza danneggiarsi minimamente e solo una ricombinazione delle molecole o un potere di livello cosmico (ad esempio il Guanto dell'Infinito o il controllo sugli atomi di Molecola) possono distruggere l'adamantio primario. Alcuni esseri dotati di superforza sono riusciti a danneggiare l'adamantio primario: un inferocito Hulk riuscì a intaccare con i suoi pugni uno dei corpi di Ultron mentre Thor ne dimostrò la resistenza colpendo con Mjolnir e tutta la sua forza un cilindro di questa materia, che tuttavia si scheggiò appena.

### Adamantio secondario
È possibile produrre dell'adamantio in quantità maggiori a costi molto più bassi sacrificandone parte della resistenza: è così che nasce il cosiddetto adamantio secondario, anch'esso praticamente indistruttibile, molto più resistente del più duro acciaio al titanio e capace di far tranquillamente fronte a qualsiasi arma convenzionale, persino ai missili balistici. Un impatto eccezionale (come un pugno dato con forza sovrumana) può tuttavia danneggiarlo o distruggerlo.

### Adamantio beta
L'adamantio beta è stato creato dal processo che ha rivestito in adamantio primario le ossa di Wolverine: il fattore di guarigione di quest'ultimo, infatti, ha alterato la struttura molecolare dell'adamantio aggiungendo il calcio delle ossa agli altri composti metallici che ne compongono la formula. Il metallo così creato rimane indistruttibile, ma non interferisce con i processi ossei biologici, come la produzione dei globuli rossi.

### Adamantio quantico
L'adamantio quantico è una lega, formata dal normale adamantio e dalla dargonite, resa possibile dall'energia sprigionata dal Tesseract. L'adamantio quantico assorbe facilmente l'energia con cui viene a contatto, scatenando una forza distruttiva al tocco pari alla quantità di energia assorbita.

### Carbonadio
Il Carbonadio è una lega creata mescolando l’adamantio con il carbonio. Ideata dal governo russo per essere impiantata in Omega Red, questa lega è più flessibile dell'adamantio ed emette radiazioni. Un proiettile di tale materiale è stato capace di bloccare temporaneamente il fattore di guarigione di Daken.

## Utilizzi dell'adamantio
Tra i principali oggetti composti di adamantio si possono citare:
- Il coltello di Agente Zero
- L'esterno di alcuni robot di Alkhema
- Lo scudo di Battlestar
- La colonna vertebrale  e molte ossa di Bullseye
- Il fioretto di Citizen V
- Gli artigli e la pelle di Cyber
- Un set di braccia meccaniche del Dottor Octopus
- Gli artigli e lo scheletro di Lady Deathstrike
- Un laboratorio di Mister Fantastic
- Le lame di Moon Knight
- La corazza di Onslaught
- Gli artigli e lo scheletro di Sabretooth
- Una placca montata sul teschio di Testa di martello
- L'esterno di alcuni corpi che Ultron ha utilizzato
- Gli artigli di X-23
- Le guaine innestate negli avambracci di Daken
- Le fruste di Whiplash
- Gli artigli sintetici e la ginocchiera di Romulus
- La maschera del Dottor Destino
- Una versione dello scudo di Capitan America
- Le due katane di Deadpool
- La katana di Ninja nero
- Lo scheletro e gli artigli di Wolverine

## Versione Ultimate
L'adamantio è trattato in modo meno approfondito nell'ambientazione della Terra 1610: qui ne esiste un'unica forma che possiede l'ulteriore proprietà di fungere da scudo contro i poteri telepatici. La sua virtuale indistruttibilità è tuttavia messa in dubbio in più occasioni: ad esempio, durante un flashback, una gabbia di adamantio viene distrutta da un bombardamento.

## Cinema
- Nei film live action degli X-Men, lo scheletro di adamantio di Wolverine gli è stato dato da William Stryker: in X-Men le origini - Wolverine (2009) si vede come egli abbia convinto con l'inganno Logan a sottoporsi all'esperimento e che l'adamantio è stato trovato su un meteorite precipitato sulla Terra. Anche Lady Deathstrike è stata sottoposta allo stesso processo.
- Nel Marvel Cinematic Universe l'adamantio fa la sua comparsa nel film Captain America: Brave New World (2025) rinvenuto sull'Isola Celestiale, ovvero nei resti delle spoglie del Celestiale Tiamut, pietrificato a seguito di un conflitto accaduto nel film precedente Eternals (2021).